# Connexion bureau à distance
Ne doit pas être confondu avec Assistance à distance Windows.
Connexion bureau à distance (RDC pour Remote Desktop Connection en anglais, abrégée également en Remote Desktop) est un composant du système d'exploitation Windows de Microsoft. Il s'agit d'un logiciel client de bureau à distance pour les services et protocoles RDP, TSE ou RDS qui permet d'effectuer de la télé-administration ou du télétravail à l'échelle d'un réseau local (LAN) ou distant (WAN).